# Krasnopartizanski
Krasnopartizanski (en rus: Краснопартизанский) és un poble (un possiólok) de l'óblast de Rostov, a Rússia, que en el cens del 2010 tenia 937 habitants, pertany al districte de Remóntnoie.